# 鄂硕
鄂硕（？—1658年），清朝初年将领，董鄂氏，满洲正白旗人，席汉之子，官至從一品侍衛處內大臣，爵封三等伯。過世時追封侯爵，諡號剛毅，其女兒為順治朝孝獻端敬皇后，即著名的董鄂妃。
董鄂氏世居栋鄂（今辽宁省桓仁满族自治县，清代属吉林），隶满洲正白旗。天聪初年，袭封父亲备御世职，兼管牛录。天聪九年（1635年），从多铎攻打明朝攻前屯卫（今辽宁绥中县前卫），又随多尔衮招抚蒙古察哈尔部额哲。加世职为三等甲喇章京，升为前锋参领。崇德三年（1638年），跟随岳托入塞攻打明朝关内。崇德五年（1641年），随睿亲王多尔衮围攻明朝的松山、锦州。崇德八年（1643年），跟随贝勒阿巴泰攻取明朝丰润县、密云县，授一等甲喇章京，加半个前程。顺治元年（1644年），跟随多尔衮入山海关，在一片石之战击败大顺军唐通，追击到安肃县、庆都县。跟随多铎南征，攻取河南、潼关，加三等梅勒章京。顺治二年（1645年），参与攻打南京、浙江湖州。顺治三年（1646年），加世职二等梅勒章京，管本旗梅勒章京，升为前锋统领。顺治十四年（1657年），作为皇贵妃董鄂氏的父亲，封为三等伯。顺治十五年（1658年），鄂硕去世，其子费扬古袭爵。

## 家族成員
- 祖父：魯克素，原名倫布，早期與其弟屯布率四百人歸附努爾哈赤，故努爾哈赤賜名魯克素，委以佐領世職。
- 父親：席漢，魯克素的長子，授世職備御（騎都尉），從征朝鮮靉陽城率領二十人率先登城，後陣亡於三塔，優贈世職游撃（三等輕車都尉）。
- 女儿：孝獻端敬皇后（1639年－1660年），即順治朝著名的董鄂妃。
- 兒子：费扬古（1645年－1701年），一等襄壯公，歷任領侍衛內大臣、安北將軍、歸化城將軍、撫遠大將軍等重要軍職，率清軍征討噶爾丹，於昭莫多之戰立功。
- 孫子：辰泰，襲一等侯兼一雲騎尉。

## 延伸阅读
[在维基数据编辑]
 《清史稿·卷241》，出自趙爾巽《清史稿》